# Dictyna similis
Dictyna similis là một loài nhện trong họ Dictynidae.
Loài này thuộc chi Dictyna. Dictyna similis được Eugen von Keyserling miêu tả năm 1878.